# Pygmélira
Pygmélira (Puffinus bryani) är en nyligen beskriven liten fågelart i familjen liror inom ordningen stormfåglar.

## Utseende
Fågeln är minst av alla liror. Den är svart ovan, vit under med blågrå näbb och blå tarser.

## Utbredning och systematik
Pygmélira beskrevs först 2011 utifrån ett specimen insamlat på Midwayöarna 1963. Detta specimen hade fram till dess kategoriserats som en dvärglira.
Artens utbredningsområde är dåligt känt, både var den häckar och övervintrar. År 2012 avslöjade DNA-tester att sex levande och döda liror funna i Boninöarna utanför Japan var pygméliror. År 2015 hittades till slut en liten häckningskoloni av pygmélira på ön Higashi-jima i japanska Chichijimaöarna.

## Ekologi
Mycket få observationer har gjort av arten varför det mesta om dess ekologi och utbredningsområde är okänt. Precis som andra arter av liror placerar den sitt bo i jordhålor som den besöker nattetid. Utanför häckningstid lever den pelagiskt.

## Status och hot
IUCN kategoriserar pygmélira som akut hotad eftersom arten bedöms ha en mycket liten population som med största sannolikhet hotas av predation från introducerade däggdjur.

## Namn
Pygmélira vetenskapliga artnamn hedrar Edwin Horace Bryan Jr., en tidigare intendent vid B. P. Bishop Museum i Honolulu. Fram tills nyligen hade den det svenska trivialnamnet bryanlira men 2023 ändrade BirdLife Sveriges taxonomikommitté det till ett enklare och mer informativt namn.